# Fastighetsinformation
Fastighetsinformation eller fastighetsdata är beteckningen på den information eller de data som bär uppgifter om en fastighet såsom lagfaren ägare, datum för köp, försäljningspris, inteckningar, med mera.
Fastighetsdata används som stöd i processen att pantsätta egendom i syfte att kunna låna pengar (mestadels för husköp) och är därför en viktig del i den monetära infrastrukturen i Sverige.
Tidigare var det Centralnämnden för fastighetsdata, CFD som tillhandahöll registerinformationen kring fastighetsdata, medan Lantmäteriverket hade kartdelen. Sedan sammanslagningen av dessa myndigheter har nu allt ansvar för fastighetsinformation en och samma centralmyndighet. Se mera på presentationen av Lantmäteriet, Division Fastighetsbildning.
Tillsammans med fastighetsdata utgör registerkartan de dokument som verifierar det svenska fastighesbeståndet.